# Гиперфорин
Гиперфорин — фитохимическое соединение, вырабатываемое некоторыми представителями рода Hypericum, в частности Hypericum perforatum (Зверобой продырявленный). Считается, что гиперфорин (вместе с адгиперфорином) является одним из трёх основных активных компонентов Зверобоя продырявленного — два других: гиперицин (вместе с псевдогиперицином) и некоторые флавоноиды.

## Распространение
В значительных количествах гиперфорин был обнаружен только в Hypericum perforatum (Зверобой продырявленный), в то время как в некоторых связанных видах, например, Hypericum calycinum (Зверобой чашечковидный) его содержание мало. Считается, что он действует как ингибитор обратного захвата моноаминовых нейромедиаторов. Он накапливается в эфирномасличных железках, пестиках и плодах, вероятно, в качестве самозащиты растений от поедания. Другие виды Hypericum содержат гораздо меньшие количества гиперфорина.

## Химия
Гиперфорин — пренилированное производное флороглюцинола. Структура вещества была установлена исследовательской группой Института биоорганической химии им. Шемякина (Академия наук СССР, Москва) и опубликована в 1975 году. Полный синтез неприродного энантиомера гиперфорина был совершен в 2010 году, а полный синтез природного энантиомера был опубликован в 2012 году.
Гиперфорин не стабилен на свету и при контакте с кислородом.

## Фармакология
На данный момент актуальной гипотезой механизма гиперфорина против депрессии является активация им потенциалзависимых ионных каналов TRPC 6, которые изучаются в контексте новой мишени для антидепрессантов. Так, синтетический аналог гиперфорина Hyp13 – активатор TRPC 6 – показывал аналогичное антидепрессивное действие в различных тестах на крысах.
Считается, что гиперфорин действует в качестве BDNF-миметика, тем самым модифицируя морфологию дендритных шипиков нейронов гиппокампа. Интересно заметить, что гиперфорин селективно активирует TRPC 6, не влияя при этом на похожие TRPC 3 и TRPC 7.

## Фармакокинетика
Некоторые данные по фармакокинетике гиперфорина известны для экстракта, содержащего 5 % гиперфорина. Максимальные значения в плазме (Cmax) у людей добровольцев были достигнуты через 3,5 часа после введения экстракта, содержащего 14,8 мг гиперфорина. Период полувыведения (t1/2) и среднее время удерживания составляли 9 ч и 12 ч соответственно с ожидаемой концентрацией плазмы устойчивого состояния в 100 нг/мл (приблизительно 180 нM) для 3 доз в день. Концентрации линейной плазмы наблюдались в пределах значений нормы, накопления не происходило.
Среди здоровых мужчин добровольцев, 612 мг сухого экстракта Зверобоя продырявленного показывали фармакокинетические характеристики с периодом полувыведения в 19,64 ч. По-видимому вещество метаболизируется, по крайней мере частично, в системе цитохрома Р450 (CYP3A) и CYP2B путём гидроксилирования.